# Горячкин, Тимофей Степанович
Тимофей Степанович Горячкин (1922—1974) — полковник Советской Армии, участник Великой Отечественной войны, Герой Советского Союза (1946).

## Биография

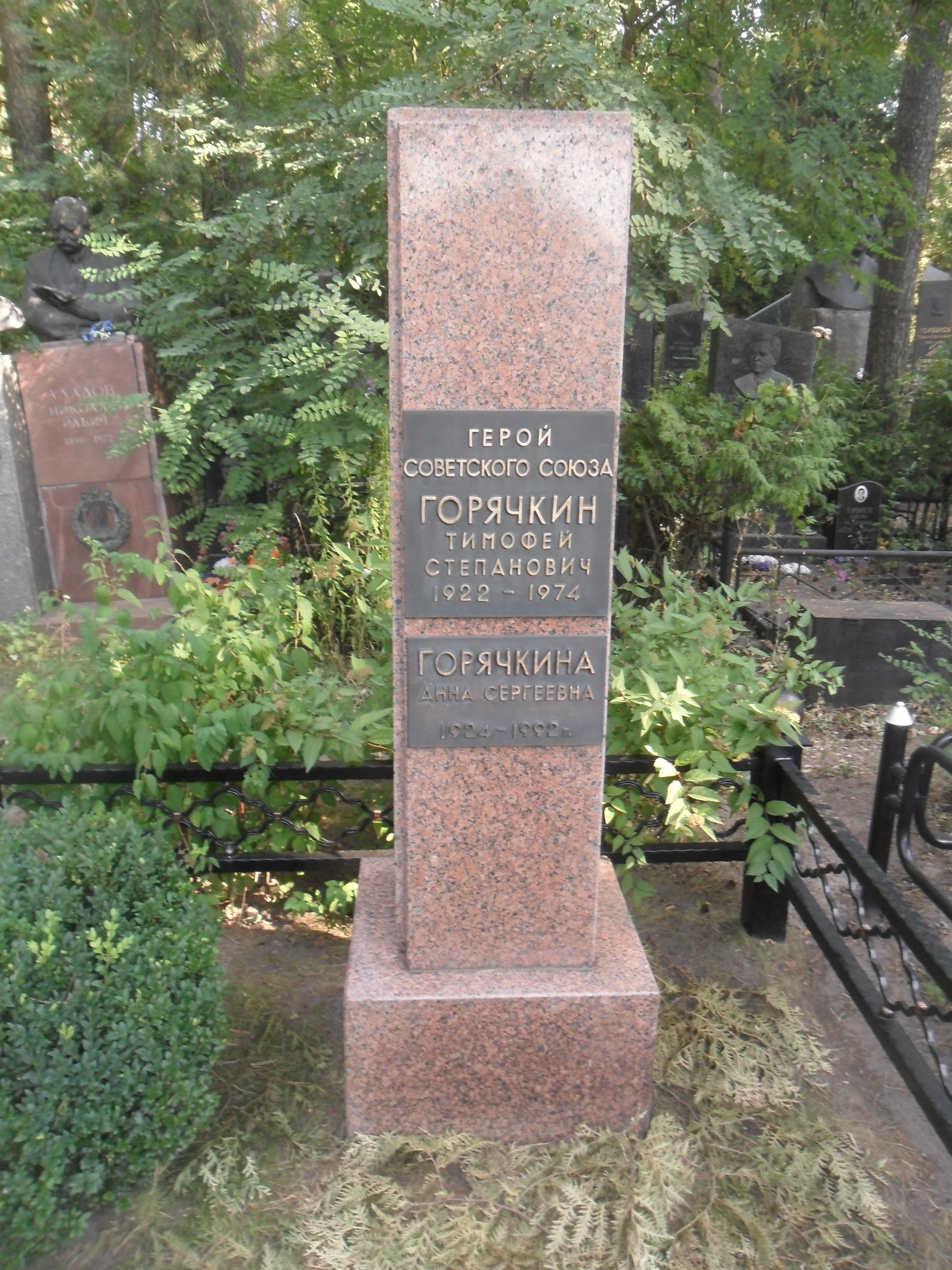
Могила Горячкина на Восточном кладбище Минска.

Тимофей Горячкин родился 4 марта 1922 года на станции Чамзинка (ныне — посёлок городского типа в Мордовии) в семье крестьянина. Окончил девять классов школы. В 1941 году Горячкин был призван на службу в Рабоче-крестьянскую Красную Армию. В 1943 году он окончил Энгельсскую военную авиационную школу пилотов. С июня того же года — на фронтах Великой Отечественной войны.
К концу войны гвардии старший лейтенант Тимофей Горячкин командовал звеном 99-го гвардейского отдельного разведывательного авиаполка 15-й воздушной армии Ленинградского фронта. За время своего участия в боевых действиях он совершил 101 боевой вылет на фотографирование вражеских объектов и воздушную разведку, принял участие в 10 воздушных боях, сбив 2 вражеских самолёта.
Указом Президиума Верховного Совета СССР от 15 мая 1946 года за «образцовое выполнение боевых заданий командования на фронте борьбы с немецкими захватчиками и проявленные при этом мужество и героизм» гвардии старший лейтенант Тимофей Горячкин был удостоен высокого звания Героя Советского Союза с вручением ордена Ленина и медали «Золотая Звезда» за номером 9005.
После окончания войны Горячкин продолжил службу в Советской Армии. В 1954 году он окончил Военно-воздушную академию. В 1969 году в звании полковника Горячкин был уволен в запас. Проживал в Москве, затем в Минске. Умер 7 мая 1974 года, похоронен на Восточном кладбище Минска.
Был также награждён двумя орденами Красного Знамени, тремя орденами Отечественной войны 1-й степени, орденом Отечественной войны 2-й степени, а также рядом медалей. В Чамзинке в честь Горячкина названа улица и установлен бюст.